# 約赫峰
47°21′15″N 10°23′0″E / 47.35417°N 10.38333°E

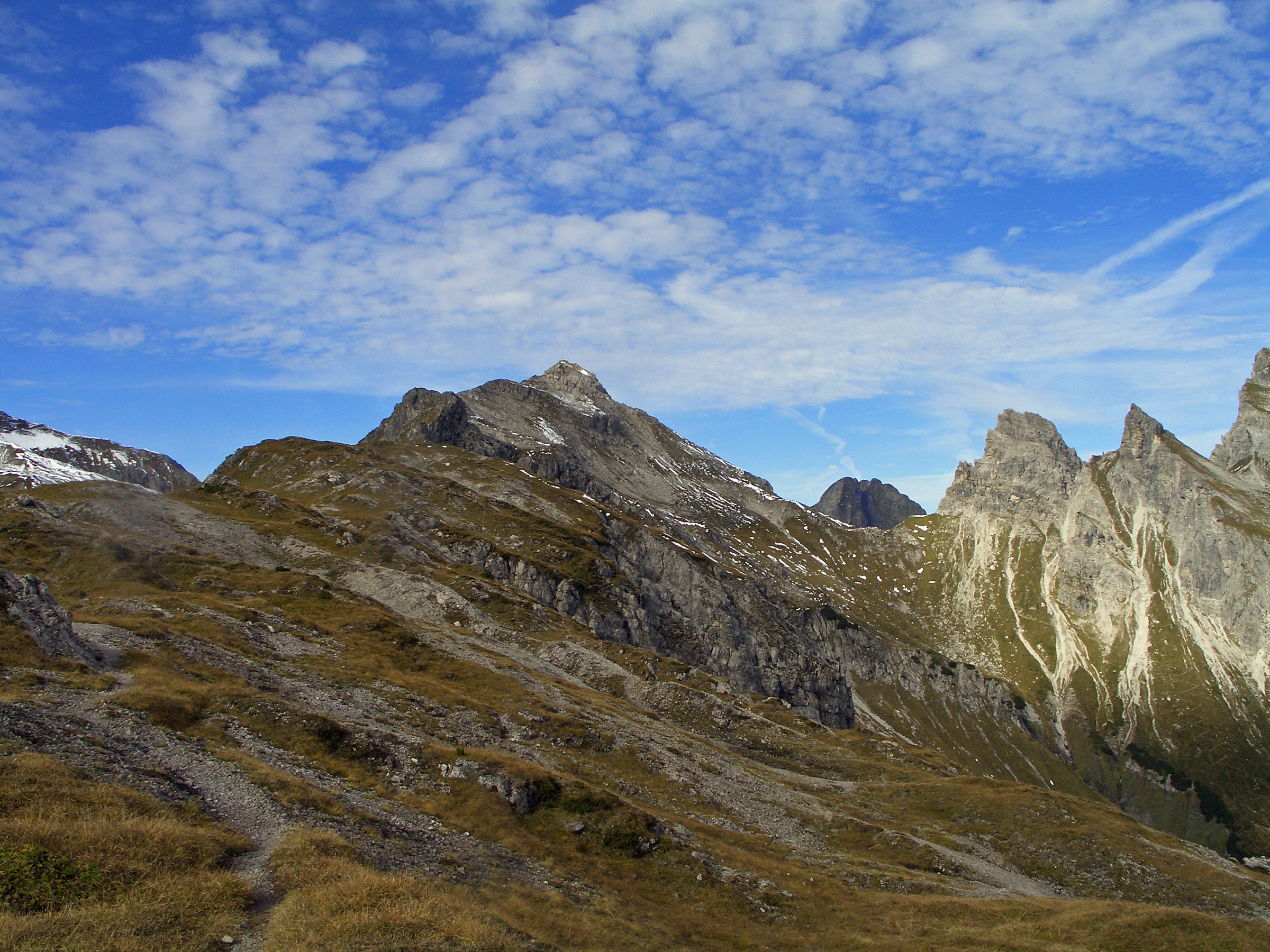

約赫峰（德語：Jochspitze），是中歐的山峰，位於奧地利和德國接壤的邊境，屬於阿爾高阿爾卑斯山脈的一部分，距離小維爾德山0.9公里，海拔高度2,232米，每年平均降雨量1,730毫米。